# Анстедт, Иван Осипович
Барон Иоганн Протасий фон Анштетт (Johann Protasius von Anstett), на русский лад Иван Осипович Анстедт (Анштетт, Анштет, Анстет, Анстетен; род. 1766 или 1770, Страсбург — 1 (13) мая 1835 года или 2 (14) мая 1835 года, Франкфурт-на-Майне) — русский дипломат эльзасского происхождения, действительный тайный советник.

## Происхождение и обучение
Иван Осипович Анстедт родился в Страсбурге, его отец был королевским советником и судьёй, по другим сведениям — адвокатом. С детства мальчика готовили к дипломатическому поприщу, отдав в обучение известному в Эльзасе немецкому профессору — фон Коху. У Коха в разное время учились, к примеру, такие крупные выразители немецкого духа, как Гёте и Меттерних.

## Начало службы в России
Окончив учёбу, юный барон вступает во французскую армию, но, быстро получив чин поручика, по каким-то причинам покидает Эльзас и просится на службу в Россию. 29 мая 1789 года по особому Высочайшему повелению он был принят в чине подпоручика. В это время шла очередная русско-шведская война, и Анстедт вскоре был переведён в гребную флотилию, расположенную в финских шхерах под командованием принца Нассау-Зигенского. Анстедт участвовал с отличием во всех боях флотилии, особенно проявил себя 13 августа 1789 года, за что был награждён орденом Святого Владимира 4-й степени с бантом.

## Карьера дипломата
11 апреля 1791 года определён в Коллегию иностранных дел 8-м классом и был командирован в столицу Пруссии город Берлин.
В 1794 году участвовал в составлении секретных переговорах для привлечения прусского короля Фридриха Вильгельма II к действиям против французов. В свите короля находился во время его похода в Польшу и в бою при Тыкоцине, был и при взятии Воли. По отступлении прусского короля вел переписку с князьями Репниным и Безбородко.
По отречении от престола Станислава Августа Понятовского послан был в составе уполномоченных для обсуждения Третьего раздела Польши и в Варшаве занимался в комиссии для определения долгов короля и польской республики.

### Во время Наполеоновских войн
21 сентября 1798 года произведён в 6 класс, а 1 января 1801 года был назначен советником посольства в Вене, где занимал должность поверенного в делах с 1803 по 1804 год. Вновь был назначен в это звание в 1809 году.
15 апреля 1810 года И. О. Анстедт назначен полномочным комиссаром по разграничению владений России с Австрией. Выполнив особое государево поручение в 1811 году, Анстедт в 1812 г. был назначен директором дипломатической канцелярии при генерал-фельдмаршале князе Голенищеве-Кутузове, и в начале Заграничного похода вёл секретные переговоры с главнокомандующим австрийским вспомогательным корпусом, князем Шварценбергом, о перемирии, которое и было согласовано в конвенции от 18-го (30-го) января 1813 г.
После смерти Кутузова, в 1813—1814 годах находился при Александре I — для особых его поручений. В качестве русского уполномоченного вёл предварительные переговоры в Бреславле с бароном Гарденбергом, в результате которых 15 (27) и 16 (28) февраля 1813 года был подписан важный Калишский союзный договор. За успех в трудной дипломатической миссии И. О. Анстедт был произведён в тайные советники.
Через месяц, 26 марта (7 апреля), Анстедт смог быстро подготовить и вместе с графом Лотумом подписать конвенцию между Россией и Пруссией о пребывании, в течение предстоящей кампании, русских войск на территории Пруссии.
Летом 1813 года Анстедт был русским уполномоченным на конгрессе в Праге. На конгрессе, организованном при посредничестве Австрии, Франция предлагала России и Пруссии обсудить условия мира; державы стремились использовать передышку для накопления сил и привлечения Австрии в свои союзники; в результате, конгресс не привёл к миру, зато державы-участницы смогли впервые сформулировать и обсудить своё видение послевоенной Европы. 10 августа конгресс закрылся, а 28 августа (9 сентября), в Теплице, Австрия подписала союзный договор с Россией и вступила в войну на стороне коалиции. 22 сентября (2 октября), в том же Теплице, И. О. Анстедт заключил с Австрией конвенцию о поставке продовольствия для русских войск.
12 (24) ноября, в числе уполномоченных трёх великих союзных держав (России, Пруссии и Австрии) и мелких князей — членов Рейнского союза, во исполнение тайных пунктов Теплицкого договора, И. О. Анстедт от имени России подписал во Франкфурте-на-Майне 21 акт, на основании которых немецкие княжества обязались выйти из Рейнского Союза, участвовать в уплате военных издержек и в продовольствии союзных армий.
Весной 1814 года, сопровождая Императора Александра I в Париж, Анстедт, при заключении Парижского мира, получил алмазные знаки ордена св. Анны 1-й степени, — как один из творцов достигнутой победы. А в 1815 году он был назначен чрезвычайным посланником и полномочным министром во Франкфурте-на-Майне. Участвовал в венском конгрессе, где состоял в нескольких комиссиях; по окончании конгресса, 5 мая, Анстедт был награждён третьим по достоинству в Российской империи орденом св. Александра Невского.
К 1815 году относится, также, заключение Анстедтом двух конвенций: с Пруссией, 18 (30) марта — о денежных обязательствах герцогства Варшавского и с Австрией, 5 (17) июня — о взаимной выдаче дезертиров. Во время ста дней Наполеона следовал вместе с армией в Париж, где принимал участие в конвенции относительно оккупационной армии, которая проходила под председательством Веллингтона, заключенной там 20 ноября 1815 года.

### Последние годы
С 1818 года был чрезвычайным послом и уполномоченным России при Германском союзе, в 1825 был дополнительно аккредитован, тоже в качестве чрезвычайного посланника и полномочного министра в Вюртемберге, с оставлением в прежних обязанностях.
В 1828 году произведён в чиновники 2 класса. В 1829 году был, кроме того, назначен чрезвычайным посланником и полномочным министром при Гессен-Кассельском Дворе.
Оставаясь во всех этих должностях, достигший на русской службе вершин дипломатической карьеры, эльзасский немец барон Иван Осипович Анстедт скончался во Франкфурте-на-Майне 1 (13) мая 1835 года, по другим сведениям — 2 (14) мая 1835 года.